# Moura (mitología)
Las mouras son criaturas fantásticas feéricas del folclore gallego y del folclore portugués de la peninsula iberica. Su par masculino es el mouro.

## Origen
La voz latina maurus (de donde el gal. mouro) para el filólogo Isodoro Millán procede del celta mrvos afín al término indoeuropeo mr-tuos, que nos conduce al latín mortuus. De ahí que muchos autores sostengan que los mouros eran razas ya desaparecidas, muertos. Para otros su nombre está relacionado con el gallego ouro. Y es que los mouros eran criaturas que vivían en el subsuelo en guaridas y túneles bajo la tierra, donde —dependiendo de la zona— se dedicaban a la extracción del oro (de ahí el porqué de su nombre). Eran presentados como «no bautizados» y paganos (hay que recordar que Galicia estaba muy influenciada por la iglesia en esos momentos). Los mouros trabajaban en la orfebrería y en algunos casos eran oscuros de piel, como si fuesen gente ajena a la tierra gallega, mientras que las mouras tenían fama de hechiceras y eran pelirrojas ("rubio" es usado en gallego para referirse al color rojo, no al amarillo como comúnmente se piensa) de tez blanca. Son iguales a los humanos excepto en que viven bajo tierra, son ricos, tienen poderes mágicos o viven bajo algún encantamiento; se suelen aparecer a personas en solitario proponiéndoles pruebas de valor, o bien realizan negocios o intercambios con los humanos de los cuales éstos son pagados con oro, excepto si cuentan a los demás el origen de su riqueza (el negocio con el mouro) en que el oro se convierte en piedras o carbón. También poseían fama de guardianes de fabulosos tesoros, que constituyen el origen de la riqueza de varias familias. 
Los mouros también son la forma que tenía la gente siglos antes de explicar el origen de los castros, las mámoas (túmulos) y otras estructuras de origen antiguo y desconocido para los campesinos. También se decía que los mouros habían vivido en tiempos pasados en Galicia y que luchaban constantemente contra diferentes pueblos como romanos, visigodos, franceses, etc. Hasta que los expulsaron de esta tierra, a la gran mayoría. Esta leyenda trata de explicar el aspecto de fortaleza militar de los castros galaicos.

## Características físicas
Las mouras son seres feéricos, de piel pálida y cabello rubio platino que habitan bajo tierra o bajo el agua. Lucen lujosos vestidos cubriendo ocasionalmente sus descalzos y bellos pies, llevan suelto su largo cabello y se adornan con maravillosas joyas. Es el origen del ciclo melusino y aclara el sentido de las cantigas medievales, de la enamorada "belida"[cita requerida] lavando sus cabellos en la fontana fría. En O Val, Narón (Galicia) los vecinos de la parroquia representan esta leyenda en la Pena Molexa en la noche de San Juan.

## Actividades
Con frecuencia las gentes del lugar se encuentran con las mouras mientras están hilando con el huso y una roca. En estas ocasiones no es extraño que los sometan a diferentes pruebas o que utilicen sus poderes mágicos contra la persona que perturbó su actividad.
Sentándose a orillas de los manantiales o ríos, lavan, peinan sus cabellos con peines de oro, mirándose en un áureo espejo y aguardan. Son el eco de las Matres celtas, trasunto (Pena Graña) de la joven Mater, que según el principio "la Soberanía escoge"[cita requerida], busca digno marido, merecedor de gobernar el reino y compartir con ella sus riquezas. Sometiéndolo previamente a una encubierta prueba la Moura mostrará al pretendiente un fabuloso tesoro y le pedirá que elija lo que considere de más valor.[cita requerida]